# عمر فياض
عمر فياض سياسي مكسيكي (بالإسبانية: Omar Fayad)‏ يشغل حاليًا منصب حاكم هيدالغو (مواليد 26 أغسطس 1962 في مدينة زيمبوالا) وعمل كنائب فيدرالي وعضو في مجلس الشيوخ المكسيكي.

## المولد والنشأة
ولد عمر فياض في مدينة زيمبوالا التابعة لمحافظة هيدالغو، من أب لبناني وأم مكسيكية.